# Rhaphiptera scrutatrix
Rhaphiptera scrutatrix es una especie de escarabajo longicornio del género Rhaphiptera, tribu Pteropliini, subfamilia Lamiinae. Fue descrita científicamente por Thomson en 1868.
La especie se mantiene activa durante todos los meses del año excepto en septiembre.

## Descripción
Mide 15 milímetros de longitud.

## Distribución
Se distribuye por Guayana Francesa, Panamá y Perú.